# Fritillaria pluriflora
Fritillaria pluriflora är en liljeväxtart som beskrevs av John Torrey och George Bentham. Fritillaria pluriflora ingår i Klockliljesläktet och i familjen liljeväxter. Inga underarter finns listade.